# Coenonympha bieli
Coenonympha bieli är en fjärilsart som beskrevs av Otto Staudinger 1901. Coenonympha bieli ingår i släktet Coenonympha och familjen praktfjärilar. Inga underarter finns listade i Catalogue of Life.